# Lukavac
Lukavac (în sârbă Лукавац) este un oraș și o comună din Cantonul Tuzla al Federației Bosnia și Herțegovina, o entitate din statul modern Bosnia și Herțegovina. Conform recensământului din 2013, orașul a avut o populație de 12.061 locuitori, iar comuna a avut 44.520 de locuitori.

## Istorie
Resturi ale culturilor din epoca bronzului au fost găsite pe dealul Gradina de lângă Ozren, ceea ce indică faptul că zona acestei comune a fost locuită în preistorie.
Numele Lukavac, care apare și în alte părți ale Bosniei și Herțegovinei, este menționat în documente scrise începând cu 1528 când s-a făcut o distincție între Gornji (superior) și Donji (inferior) Lukavac. La recensământul austriac din 1885 este menționată ca Lukavac.
Orașul Lukavac a fost ușor afectat de Războiul Bosniac. Unele așezări precum Smoluća, pe de altă parte, s-au aflat direct pe linia frontului și au fost în mare parte distruse.

## Geografie
Lukavac are o suprafață de 352,66 km2. Are graniță cu comunele: Tuzla, Živinice⁠(d), Banovići, Zavidovići⁠(d), Maglaj⁠(d), Petrovo, Gračanica și Srebrenik⁠(d).

Amplasarea comunei Lukavac în Bosnia și Herțegovina

În afară de oraș, comuna este formată din următoarele sate: Babice Donje⁠(d), Babice Gornje⁠(d), Berkovica, Bikodže, Bistarac Donji, Bistarac Gornji, Bokavići, Borice, Brijesnica Donja, Brijesnica Gornja, Caparde, Cerik, Crveno Brdo, Devetak, Dobošnica, Gnojnica, Huskići, Jaruške Donje, Jaruške Gornje, Kalajevo, Komari, Krtova, Krusevica, Lukavac, Lukavac Gornji, Mičijevići, Milino Selo, Modrac, Orahovica, Poljice, Prline, Prokosovići, Puračić, Smoluća Donja, Smoluća Gornja, Semići, Sižje, Stupari, Šikulje, Tabaci, Tumare, Turija, Vasiljevci⁠(d) și Vijenac⁠(d).

## Demografie

### 1971
În 1971, populația din comuna Lukavac a fost de 51.781 de persoane; și anume:
- 34.010 bosniaci (65,68%)
- 13.526 de sârbi (26,12%)
- 3.111 croați (6,00%)
- 613 iugoslavi (1,18%)
- 521 alții (1,02%)

### 1991
La recensământul din 1991, comuna Lukavac a avut 56.830 de locuitori; și anume:
- bosniaci (66,8%)
- Sârbi (21,5%)
- croați (3,8%)
- alții (8%)

### 2013
La recensământul din 2013, comuna Lukavac a avut 44.520 de locuitori; și anume:
- bosniaci (86,6%)
- sârbi (3,4%)
- croați (3,4%)
- alții (6,6%)

## Economie

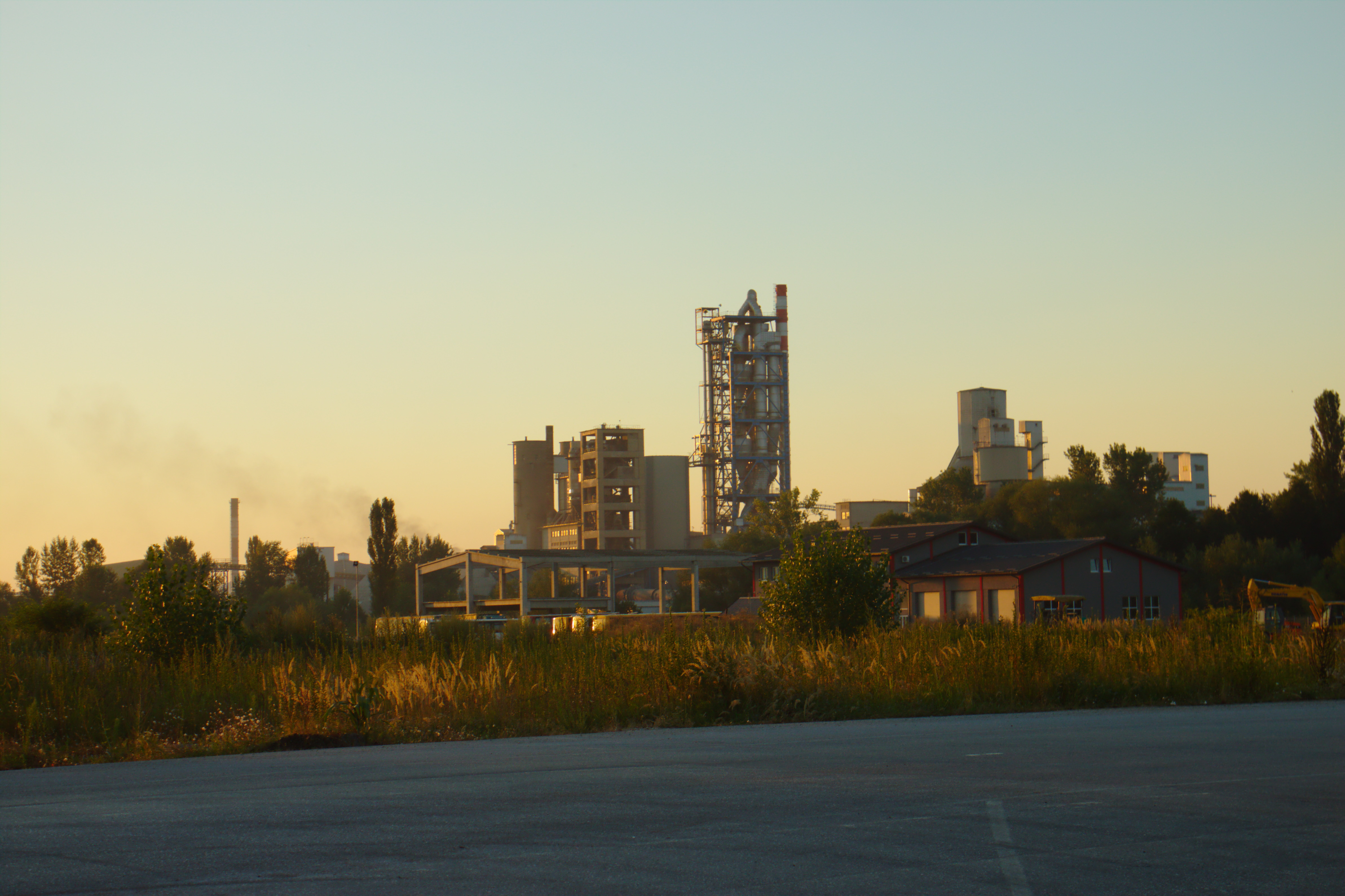
Fabrica de ciment din Lukavac

Dezvoltarea intensivă a acestui oraș a început după cel de-al doilea război mondial. Apoi comuna s-a dezvoltat rapid, ceea ce a dus la o dezvoltare a producției, comerțului, sportului și culturii, precum și la organizarea oamenilor în diferite organizații.
Lukavac are o industrie chimică puternică, la fel ca întreaga regiune Tuzla. Principalele fabrici sunt Soda Lukavac, membru al grupului turc Șișecam  și, din 1974, fabrica de ciment Fabrika Cementa Lukavac (FCL).

## Atracții
Cea mai importantă atracție turistică din Lukavac este legată de lacul de acumulare Modrac și de capacitățile sale turistice de Catering⁠(d). Lacul Modrac are 12 kilometri lungime și 700 de metri lățime în medie, cu o adâncime maximă de 14 metri. Lacul a fost creat artificial cu un baraj pe râul Spreča. Acest lac a atras un număr mare de turiști în perioada postbelică.

## Sport
Clubul de fotbal al orașului este FK Radnički Lukavac⁠(d). A fost format la 18 mai 1921 ca Fudbalski Klub Radnički Lukavac. Acesta participă în competițiile Ligii Secunde de Fotbal din Bosnia și Herțegovina (Grupul Nord) și își joacă meciurile de acasă pe stadionul Jošik, care are o capacitate de 3.000 de locuri. În oraș se află și un club de aikido denumit "GARD" Lukavac .
Clubul de karate al orașului Lukavac (cunoscut anterior sub numele de KK Reweus)  a obținut recunoașteri de top în competițiile mondiale de karate și a produs câțiva dintre cei mai buni campioni de karate din regiune. Membrii clubului reprezintă în mod regulat echipele Bosniei și Herțegovinei în campionatele mondiale.

## Persoane notabile
- Amir Osmanović⁠(d), fotbalist

## Orașe gemene - orașe înfrățite
Lukavac este înfrățit cu:
- Ulcinj, Montenegro[11]
- Velenje, Slovenia[12]